# Của hồi môn
Của hồi môn là sự chuyển giao tài sản của cha mẹ, quà tặng hoặc tiền trong cuộc hôn nhân của con gái. Của hồi môn trái ngược với các khái niệm có liên quan của giá cô dâu và khi cưới chú rể tặng tài sản cho cô dâu. Trong khi giá cô dâu hoặc dịch vụ cô dâu là một khoản thanh toán của chú rể hoặc gia đình anh ta cho cha mẹ cô dâu, thì của hồi môn là của cải được chuyển từ gia đình cô dâu sang chú rể hoặc gia đình chú rể, rõ ràng là cho cô dâu. Tương tự, tài sản cho cô dâu (dower) khi cưới là tài sản của cô dâu, do chú rể tặng tại thời điểm kết hôn, và vẫn thuộc quyền sở hữu và quyền kiểm soát của cô dâu nếu chú rể sau này chết đi. Của hồi môn là một phong tục cổ xưa, và sự tồn tại của phong tục này cũng có thể có trước các ghi chép về nó. Của hồi môn tiếp tục được mong đợi và được yêu cầu như một điều kiện để chấp nhận hôn nhân ở một số nơi trên thế giới, chủ yếu ở một số khu vực châu Á, Bắc Phi và Balkan. Ở một số nơi trên thế giới, tranh chấp liên quan đến của hồi môn đôi khi dẫn đến các hành vi bạo lực đối với phụ nữ, bao gồm giết người và tấn công bằng axit. Phong tục của hồi môn là phổ biến nhất trong các nền văn hóa mà có phụ hệ mạnh mẽ và mong đợi người phụ nữ sẽ sống với hoặc gần gia đình chồng của họ. Của hồi môn có lịch sử lâu dài ở Châu Âu, Nam Á, Châu Phi và các nơi khác trên thế giới.

## Định nghĩa
Của hồi môn là việc chuyển tài sản của cha mẹ cho con gái trong cuộc hôn nhân của cô ấy chứ không phải là việc chuyển tài sản do cái chết của chủ sở hữu (mortis causa). Của hồi môn thiết lập ra một loại quỹ vợ chồng, bản chất của nó có thể rất khác nhau. Quỹ này có thể cung cấp một yếu tố bảo đảm tài chính trong tình trạng người vợ bị góa bụa hoặc chống lại một người chồng bỏ mặc vợ, và cuối cùng có thể dùng để nuôi các con của cô ấy. Của hồi môn cũng có thể hướng tới việc thành lập một gia đình của hôn nhân, và do đó có thể bao gồm các đồ nội thất như khăn trải giường và đồ nội thất.
Trong tiếng địa phương, của hồi môn được gọi là Dahej trong tiếng Hin-đi, varadhachanai trong Tamil, jehaz trong Urdu và tiếng Ả Rập, joutuk ở Bengali, Jiazhuang trong tiếng Phổ Thông, çeyiz ở Thổ Nhĩ Kỳ, dấu chấm trong Pháp, daijo ở Nepal, và ở các vùng khác nhau của châu Phi như serotwana, idana, saduquat hoặc Mugtaf.

## Nguồn gốc

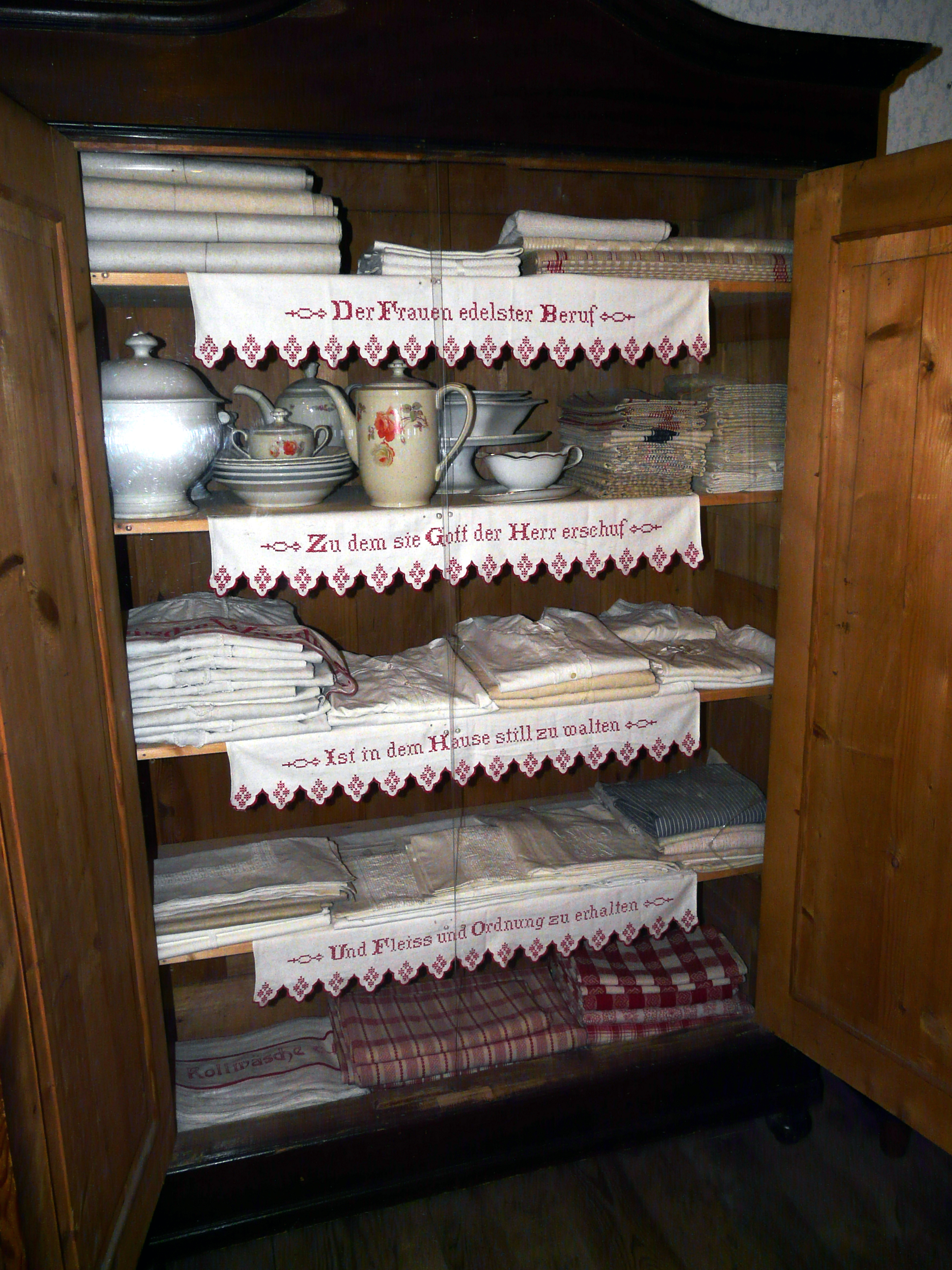
Aussteuerschrank - một tủ của hồi môn, hiện đang ở trong một bảo tàng Đức.